# Vest-Aserbajdsjan
Vest Aserbajdsjan (persisk:
آذربایجان غربی Āzarbāijān-e Gharbī; Kurdisk: Azerbaycanî Rojawa; Azeri: Qərbi Azərbaycan) er en af de 30 provinser i Iran. Den ligger i den nordvestlige del af landet. Provinsens hovedstad er Urmia.

## Administrativ opdeling
Provinsen er delt op i 14 shahrestan (amter). Det nuværende antal af shahrestan er fået ved at underindele større shahrestan i mindre dele. 
De 14 shahrestan i provinsen og deres indbyggertal i shahrestanens centrum (baseret på 2016 estimering) er
| #   | Shahrestan   | Indbyggertal | etnisk tilknytning i shahrestanen | Shahrestanens telefonkode |
| --- | ------------ | ------------ | --------------------------------- | ------------------------- |
| 1.  | Urmia        | 736.224      | Azerer og Kurder                  | 441                       |
| 2.  | Khoy         | 198.845      | Azerer and Kurder                 | 461                       |
| 3.  | Bukan        | 193.501      | Kurder                            | 482                       |
| 4.  | Mahabad      | 168.393      | Kurder                            | 442                       |
| 5.  | Miandoab     | 134.425      | Azerer og Kurder                  | 481                       |
| 6.  | Salmas       | 92.811       | Azerer and Kurder                 | 44352                     |
| 7.  | Piranshahr   | 91.515       | Kurder                            | 443                       |
| 8.  | Naqadeh      | 81.598       | Azerer og Kurder                  | 443                       |
| 9.  | Takab        | 49.677       | Azerer og Kurder                  | 482                       |
| 10. | Maku         | 46.581       | Kurder and Azerer                 | 462                       |
| 11. | Sardasht     | 46.412       | Kurder                            | 444                       |
| 12. | Shahindej    | 43.131       | Kurder and Azerer                 | 482                       |
| 13. | Oshnavieh    | 39.801       | Kurder                            | 484                       |
| 14. | Qareziaeddin | 26.767       | Kurder og Azerer                  | 480                       |